# Arthur Chesney
Arthur Chesney (1882 – 27 de agosto de 1949) foi um ator de cinema britânico, ativo entre as décadas de 1920 e 1948.

## Filmografia selecionada
- Lights of London (1914)
- The Lure of Crooning Water (1920)
- Hindle Wakes (1927)
- French Leave (1930)
- The Shadow Between (1931)
- Lord Babs (1932)
- Fires of Fate (1932)
- Night of the Garter (1933)
- The Fortunate Fool (1933)
- Chelsea Life (1933)
- Colonel Blood (1934)
- Chick (1936)
- Please Teacher (1937)
- London Melody (1937)
- Song of the Forge (1937)
- The Flamingo Affair (1948)